# Yoshiyuki Matsuyama
Yoshiyuki Matsuyama (Kyoto, 31. srpnja 1966.) japanski je nogometaš.

## Klupska karijera
Igrao je za Furukawa Electric, Gamba Osaka i Kyoto Purple Sanga.

## Reprezentativna karijera
Za japansku reprezentaciju igrao je od 1987. do 1989. godine. Odigrao je 10 utakmice postigavši 4 pogodaka.
S japanskom reprezentacijom Yoshiyuki Matsuyama je igrao na Azijskom kupu 1988.

## Statistika
| Japan  | Japan | Japan |
| Godina | Nast. | Gol.  |
| ------ | ----- | ----- |
| 1987.  | 9     | 4     |
| 1988.  | 0     | 0     |
| 1989.  | 1     | 0     |
| Ukupno | 10    | 4     |

## Vanjske poveznice
- National Football Teams
- Japan National Football Team Database